# Villate
Villate település Franciaországban, Haute-Garonne megyében. Lakosainak száma 1187 fő (2022. január 1.). Villate Pins-Justaret, Eaunes, Labarthe-sur-Lèze, Muret és Saubens községekkel határos.

## Népesség
A település népessége az elmúlt években az alábbi módon változott:
| Lakosok száma | 179  | 515  | 588  | 733  | 836  | 910  | 920  | 943  | 1094 | 1187 |
|               | 1968 | 1982 | 1999 | 2006 | 2011 | 2015 | 2017 | 2018 | 2020 | 2022 |